# Zastava Kine
Zastava Kine sastoji se od crvenog polja, s velikom žutom zvijezdom u gornjem lijevom kutu, te s četiri manje zvijezde oko nje. To je službena zastava Kine, Hong Konga i Macaua. Zastava se koristi od 1949. godine. 
Ovaj članak govori o zastavi Narodne Republike Kine. Zastavom Kine može se smatrati i zastava Republike Kine, tj. Tajvana.

## Vanjske poveznice
- Flags of the World